# Jiroft
Jiroft este un oraș din Iran.